# Kościół św. Jana Chrzciciela w Zgorzelcu
Kościół świętego Jana Chrzciciela – rzymskokatolicki kościół parafialny należący do dekanatu Zgorzelec diecezji legnickiej. Znajduje się w dzielnicy Zgorzelec Ujazd.

## Historia
Jest to najstarsza świątynia w mieście. Została wybudowana jako protestancka. W dniu 24 listopada 1905 roku został położony kamień węgielny, a w dniu 26 września 1906 roku zostały uroczyście poświęcone dzwony. W obu uroczystościach uczestniczył pastor Schmidt. W dniu 15 maja 1907 roku kościół został poświęcony. Uroczystości tej przewodniczył superintendent Haupt. Po Ii wojnie światowej, w grudniu 1958 roku kościół został przekazany przez Seniorat Kościoła ewangelickiego rzymskokatolickiej parafii św. Bonifacego w Zgorzelcu. W dniu 2 kwietnia 1972 roku świątynia została mianowana kościołem parafialnym przez księdza arcybiskupa Bolesława Kominka.

## Architektura
Kościół został wzniesiony w stylu neoromańskim według projektu architekta Fritsche z Elberfeld. Organy wykonała firma Sauer z Frankfurtu nad Odrą.